# Hilarimorpha lamara
Hilarimorpha lamara är en tvåvingeart som beskrevs av Webb 1974. Hilarimorpha lamara ingår i släktet Hilarimorpha och familjen Hilarimorphidae.
Artens utbredningsområde är Kalifornien. Inga underarter finns listade i Catalogue of Life.